# درخت نان‌میوه
درخت نان‌میوه (نام علمی: Artocarpus camansi) نام یک گونه از سرده آرتوکارپوس است.